# 最小国家主義
最小国家主義（さいしょうこっかしゅぎ、英: Minarchism, ミナキズム）とは、自由な社会における政府の規模・役割・影響力を、全ての個人の自由を侵すこと無しにその自由を守るのに充分な程度に、小さくすべきであるとする考え方である。
「最小限」「最低限」を意味する接頭辞「minimal」（min-）と、支配や権力を意味する「ἀρχή」（archê）と、思想や主義を表す「-ισμός」（-ism）から構成される。最小政府主義とも言う。これを信奉するものをミナキストと呼ぶ。

## 概要
多くの最小国家主義者は、自身を伝統的自由論者の一派であると考えており、最小国家主義が古典的自由主義哲学の流れを汲んでいる、としている。
この語は、個人の自由を保護する国家は可能であるとするリバタリアンと、どんな国家も生来的に個人の自由の侵害であると信じているアナキストを区別するのによく使われる。最小国家主義者は、少なくとも他国の軍隊の侵略から自由を保護するために、政府が必要であるとしている。この語は、1970年頃にアナキストの Samuel Edward Konkin III によって批判的に用いられた。
最小国家主義者は、個人の自由の最大化こそが、何を政府の領域とすべきか、またはすべきでないかを決定するにあたっての原則であるとしているが、どのようにこれを果たすかについては彼らの中でも意見の相違がある。